# Cipolla rossa di Acquaviva delle Fonti
(Storia della Chiesa Palatina di Acquaviva delle Fonti dal 1779 al 1875)

## Caratteristiche
Famosa per la sua dolcezza, la cipolla rossa di Acquaviva delle Fonti, presidio Slow Food, è riconoscibile  per la tipica forma appiattita e per la sua colorazione rosso/violaceo: un grosso disco dello spessore di 6-7 centimetri, larga fino a una spanna, e con un peso di circa 500 grammi. Il suo colore tra il rosso carminio e il violaceo  si schiarisce verso l'interno, sino a divenire completamente bianca. La coltivazione avviene nel rispetto della tradizione antica e in modo del tutto naturale. È seminata in settembre, all'imbrunire, e raccolta dai primi giorni di luglio sino ad agosto. La coltivazione della cipolla d'Acquaviva è limitata al territorio del Comune: la superficie investita — e conseguentemente anche la produzione — è calata negli ultimi anni e la resa media per ettaro è molto inferiore alla media nazionale, 200 quintali contro i circa 300 quintali della media nazionale. La ragione è nelle caratteristiche intrinseche della varietà e nel tipo di coltivazione, che rimane in gran parte manuale. Mantenendo al minimo gli interventi di tipo chimico, si rende necessaria una dose supplementare di lavoro in campo: le sarchiature e le scerbature (operazioni di diserbo manuale dei filari) devono essere frequenti e questo si riflette anche sul costo del prodotto finale.
La cipolla rossa di Acquaviva viene celebrata ogni anno durante il mese di luglio in una manifestazione enogastronomica denominata "Festa della cipolla rossa di Acquaviva", inoltre il mese di ottobre alla Sagra del Calzone viene utilizzata per farcire questo prodotto tipico della cucina acquavivese.
La ricetta del Calzone di Cipolla rossa di Acquaviva delle Fonti
Per la pasta: farina, olio, sale acqua.
Per il ripieno: cipolla d'Acquaviva, ricotta forte (ashkuànde, ovvero piccante), uova, formaggio pecorino.
Preparazione: affettare finemente la cipolla e farla cuocere a fuoco lento con olio e sale in un tegame con coperchio fino a quando l'acqua delle cipolle si assorbe, far raffreddare la cipolla cotta e aggiungere la ricotta forte, uova e pecorino mescolando il tutto sino a ottenere un impasto omogeneo. Versare la farina a fontana e mettere al centro l'olio e un bicchiere di acqua tiepida. Lavorate gli ingredienti e impastate per 15 minuti circa. Dividere l'impasto in due parti e stenderle. Ungere una teglia con un po' d'olio e foderarla con la sfoglia tagliando le parti in eccesso. Versare all'interno il composto e livellarlo. Tirare la seconda parte di sfoglia e coprire la preparazione pizzicando bene i bordi. Cuocere in forno già caldo (180 °C) per circa un'ora.